# هرمان انگلهارد
هرمان انگلهارد (آلمانی: Hermann Engelhard؛ ۲۱ ژوئن ۱۹۰۳ – ۶ ژانویه ۱۹۸۴) دونده ۴۰۰ متر و ۸۰۰ متر اهل آلمان بود.
وی در مسابقات کشوری و بین‌المللی در مجموع برندهٔ ۱ مدال نقره، ۱ مدال برنز شده‌است.